# Cameron Boyce

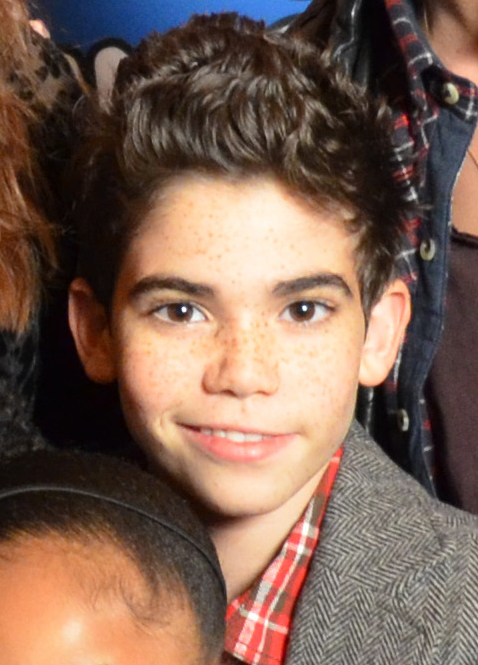
Cameron Boyce v roce 2011

Cameron Mica Boyce (28. května 1999 Los Angeles, Kalifornie, USA – 6. července 2019, Los Angeles) byl americký herec, zpěvák a tanečník. Nejvíce se proslavil rolemi ve filmech Následníci, Machři 2 a Zrcadla (film), a v seriálu Jessie, svůj hlas propůjčil do seriálu Jake a piráti ze Země nezemě.
Dne 6. července 2019 oznámila Boyceova rodina jeho úmrtí v důsledku epileptického záchvatu prodělaného ve spánku.

## Životopis
Cameron žil v Los Angeles se svojí matkou, otcem a mladší sestrou. Jeho oblíbený styl tance byl break. Se čtyřmi kamarády dal dohromady breakdanceovou crew „X Mafie“. Jeho otec je Afroameričan a jeho matka je židovka. Jeho babička z otcovy strany, Jo-Ann (Allen) Boyce, byla jedna z prvních Afroameričanů, kteří navštěvovali střední školu na jihu, podle judikátu Nejvyššího soudu Brown vs. školní rada Topeky.

## Kariéra
V květnu 2008 se poprvé objevil na televizních obrazovkách v hudebním videu kapely Panic! at the Disco k písničce That Green Gentleman (Things Have Changed), ve kterém se objevil jako dětská verze kytaristy Ryana Rosse. V červenci se začal objevovat v roli Michaela Catese juniora v noční telenovele General Hospital: Night Shift. V srpnu téhož roku natočil svůj celovečerní horor Zrcadla a objevil se ve thrillerovém filmu Oko dravce. V červnu 2010 si zahrál Keitha Federa, rozmazleného syna postavy Adama Sandlera, v komedii Machři. Svoje taneční dovednosti předvedl v tanečním internetovém seriálu Legion of Extraordinary Dancers.
V roce 2009 se objevil v reklamě na Burger King.
V dubnu 2011 si zahrál v seriálu stanice Disney Channel Hodně štěstí, Charlie. V červnu 2011 měl malou roli jako Hunter, jeden ze spolužáků Nely v rodinné komedii Nela Náladová zachraňuje prázdniny. V srpnu téhož roku se objevil jako tanečník v seriálu stanice Disney Channel Na parket!.
V září 2011 byl obsazen do jedné z hlavních rolí komediálního seriálu Jessie.
V roce 2015 získal jednu z hlavních rolí ve filmu Následníci. Roli Carlose, syna Cruelly de Vil si zopakoval v animovaném seriálu Následníci: Kouzelný svět, pokračování filmu Následníci 2 (2017) a Následníci 3 (2019).
V březnu 2018 se připojil k obsazení pilotního dílu televizního projetku Steps stanice ABC. V červenci se připojil k obsazení nezávislého filmu Runt v roli Cala. V lednu 2019 se připojil k seriálu stanice HBO Mrs. Fletcher.

## Smrt
Cameron Boyce zemřel 6. července 2019 „ve spánku při záchvatu, který byl důsledkem zdravotního stavu, pro který byl momentálně léčen.“  Později bylo potvrzeno, že ve spánku prodělal epileptický záchvat.

## Filmografie

### Film
| Rok  | Název                              | Role           | Poznámky    |
| ---- | ---------------------------------- | -------------- | ----------- |
| 2008 | Zrcadla                            | Michael Carson |             |
| 2008 | Oko dravce                         | Sam Holloman   |             |
| 2010 | Machři                             | Keithie Feder  |             |
| 2011 | Game On                            | Hráč 2         | Krátký film |
| 2011 | Nela Náladová zachraňuje prázdniny | Hunter         |             |
| 2013 | Machři 2                           | Keithie Feder  |             |
| TBA  | Runt                               | Cal            |             |

### Televize
| Rok       | Název                               | Roli                            | Poznámky                             |
| --------- | ----------------------------------- | ------------------------------- | ------------------------------------ |
| 2008      | General Hospital: Night Shift       | Michael Cates Jr.               | Vedlejší role, 7 dílů                |
| 2010      | The Legion of Extraordinary Dancers | Mladý Jasper James              | díl: „Origins“                       |
| 2011–2015 | Jessie                              | Luke Ross                       | Hlavní role, 98 dílů                 |
| 2011      | Hodně Štěstí, Charlie               | falešný Gabe Duncan             | díl: „Soutěž talentů“                |
| 2011      | Na parket!                          | tanečník                        | díl: „Throw It Up“                   |
| 2012–2015 | Jake a piráti ze Země Nezemě        | Jake (hlas)                     | Hlavní role, 37 dílů                 |
| 2014      | Dokonalý Spiderman                  | Luke Ross                       | díl: „Halloween Night at the Museum“ |
| 2015      | Liv a Maddie                        | Krahgg                          | díl: „Prom-a-Rooney“                 |
| 2015–2017 | Průvodce všehoschopného hráče       | Conor                           | Hlavní role                          |
| 2015      | Následníci                          | Carlos                          | TV film                              |
| 2015–2016 | Následníci: Kouzelný svět           | Carlos (hlas)                   | 6 dílů                               |
| 2016      | Táborníci z Kikiwaka                | Luke Ross                       | 2 díly                               |
| 2016      | Code Black                          | Brody                           | díl: „Love Blood“                    |
| 2017      | Následníci 2                        | Carlos                          | TV film                              |
| 2017      | Spider-man                          | Herman Schultz / Shocker (hlas) | díl: „Osborn Academy“                |
| 2019      | Následníci 3                        | Carlos                          | TV film                              |
| 2019      | Mrs. Fletcher                       | Zach                            |                                      |
| 2019      | Paradise City                       | Simon                           |                                      |

### Videohry
| Rok  | Název           | Role      | Poznámky          |
| ---- | --------------- | --------- | ----------------- |
| 2010 | Just Dance Kids | Více stop | Trenér a tanečník |

## Diskografie

### Soundtracková alba
| Následníci Soundtrack                                                          | - Vydáno: 31. července 2015 - Formáty: CD, digitální stažení - Štítek: Walt Disney | 1 | 1 |
| "—" označuje zprávy, které nebyly grafu nebo nebyly zveřejněny na tomto území. |                                                                                    |   |   |

### Další písničky
| "Rotten to the Core" (s Sofia Carson, Booboo Stewart a Dove Cameron)           | 2015 | 38 | - | Následníci Soundtrack |
| "Set It Off" (s Sofia Carson, Booboo Stewart, Dove Cameron a Mitchell Hope)    | 2015 | -  | 6 | Následníci Soundtrack |
| "—" označuje zprávy, které nebyly grafu nebo nebyly zveřejněny na tomto území. |      |    |   |                       |